# Partido Ortodoxo
O Partido do Povo Cubano - Ortodoxo (em castelhano:  Partido del Pueblo Cubano – Ortodoxos, PPC-O), vulgarmente chamado Partido Ortodoxo (em castelhano:  Partido Ortodoxo), era um partido político populista de esquerda cubano. Foi fundado em 1947 por Eduardo Chibás em resposta à corrupção governamental e à falta de reformas. Os seus principais objetivos eram o estabelecimento de uma identidade nacional distinta, a independência económica e a implementação de reformas sociais.

## História
Nas eleições gerais de 1948, Chibás ficou em terceiro lugar nas eleições presidenciais, enquanto o partido ganhou quatro lugares na Câmara dos Representantes. Nas eleições intercalares de 1950, ganharam nove. O primo de Chibás, Roberto Agramonte, era o favorito para ganhar as eleições de 1952 (para os Ortodoxos), mas Fulgencio Batista organizou um golpe de estado antes de o vencedor ser determinado.
Fidel Castro foi um membro ativo do Partido Ortodoxo no final da década de 1940 e início da década de 1950. Pretendia candidatar-se como candidato do Partido Ortodoxo ao parlamento cubano antes do golpe de Batista.

## Ideologia e plataforma
O Partido Ortodoxo era um partido aberto a todos os que a ela se quisessem juntar. Como um partido populista, não existiam fações ou organizações internas, mas apenas o apoio aos objetivos e ideais de Eduardo Chibás. Com esta abertura, a composição do partido incluía vários grupos ideológicos:
- Ex-PRC-A: nacionalistas radicais, apoiando o anti-imperialismo e objetivos revolucionários
- Ex-PSP: jovens socialistas e soldados comunistas, desapontados com a má conduta do seu partido
- Ex-PLC: pequenos burgueses, com opiniões conservadoras a favor dos empresários

O programa político refletia a natureza de pega-tudo do PPC-O, afirmando:
- Democracia direta
- Mercado livre e respeito à propriedade privada
- Progressismo
- Pluralismo político[8][9]
- Anti-imperialismo (principalmente antiamericanismo) e nacionalismo
- Agrarianismo: Abolição de latifúndios e monocultura, diversificação agrícola
- Pagamentos justos e redistribuição económico
- Nacionalização de ferrovias, usinas de energia, telecomunicações, etc.
- Luta contra a corrupção política, peculato e criminosos
- Corporativismo e direitos trabalhistas.